# Квадрат из Утики
Квадрат (убит 21 августа 258 или 259 года) — святой епископ Утики, священномученик. День памяти — 21 августа.
Согласно Римскому мартирологу, в Утике, города в Африке (соврем. Тунис), святой Квадрат, епископ и мученик, который вместе со всей своей паствой, священнослужителями и мирянами, свидетельствовал о вере во Христа, был убит через четыре дня после убийства общины, члены которой известны как мученики Massa Candida.
Сведения о жизни св. Квадрата очень скудны. Блаженный Августин произнёс несколько проповедей в честь святого.
Почитание св.Квадрата было широко распространено в Африке, о чем свидетельствует Карфагенский календарь. Имя св.Квадрат также появляется в мартирологе Иеронима на 26 мая, и тоже относится к Африке. Но считается, что здесь, по всей вероятности, речь идёт о ком-то другом.